# Göteborg
Göteborg (tiếng Thụy Điển: [jœte'bɔrj]; phát âmⓘ) là thành phố lớn thứ nhì ở Thụy Điển, sau thủ đô Stockholm, là thủ phủ của tỉnh Västra Götaland và là thành phố lớn thứ năm trong khu vực các nước Bắc Âu. Thành phố toạ lạc ở bờ biển tây nam Thuỵ Điển, dân số nội thành năm 2022 là khoảng 590,000, tổng dân số ở vùng đô thị là khoảng 1.1 triệu người.
Thành phố này được vua Gustavus Adolphus của Thụy Điển lập năm 1621. Thành phố nằm bên biển, tại cửa sông Göta Älv - một con sông chảy qua thành phố này, là hải cảng lớn nhất của các nước Bắc Âu. Thành phố này có nhiều sinh viên do ở đây có Đại học Göteborg (đại học lớn nhất vùng Scandinavia) và Đại học Công nghệ Chalmers.
Göteborg có Sân bay thành phố Göteborg.

## Kinh tế
Göteborg là trung tâm kinh tế lớn với nền công nghiệp đa dạng, bao gồm chế biến thực phẩm, công nghiệp ô tô, công nghiệp hàng hải và dịch vụ tài chính.
Một số tập đoàn công nghiệp lớn như Volvo và SKF có trụ sở tại đây.

## Giáo dục
Göteborg là nơi có nhiều trường đại học và viện nghiên cứu nổi tiếng như Đại học Göteborg, Chalmers University of Technology và University of Gothenburg.

## Thành phố kết nghĩa
- Aarhus, Đan Mạch
- Bergen, Na Uy
- Chicago, Hoa Kỳ
- Kraków, Ba Lan
- Lyon, Pháp
- Oslo, Na Uy
- Rostock, Đức
- Thượng Hải, Cộng hoà Nhân dân Trung Hoa
- Saint Petersburg, Nga
- Tallinn, Estonia
- Turku, Phần Lan
- Port Elizabeth, Cộng hòa Nam Phi